# Neozavrelia optoputealis
Neozavrelia optoputealis är en tvåvingeart som beskrevs av Peter Scott Cranston 1998. Neozavrelia optoputealis ingår i släktet Neozavrelia och familjen fjädermyggor. Inga underarter finns listade i Catalogue of Life.